# Airportring
Airportring Er en fire og to sporet vej der går rundt om den vestlige del af Frankfurt Airport. 
Den udgøre en vigtig transportrute mellem Bundestraße 43 og Bundesautobahn 3 fra Frankfurt am Main og Frankfurt Airport.
Vejen starter I Hugo-Eckener-Ring og føres mod vest, den passerer Taxistraß, Querspange Kelsterbach hvor der er forbindelse ad Bundestraße 43, Bundesautobahn 3 der går mod Frankfurt am Main. Vejen forsætter videre og passerer Mörfelder Str, tunnelen under fjerde landingsbane nordwest og Okrifteler Str. 93. den forsætter derfra og passerer tunnelen under fjerde landingsbane nordwest, Alte Heegwaldschneise, Rasteplads Parkplatz Südbahn og tredje startbane west. Vejen ender i Okrifteler Str. i det sydlige Frankfurt Airport.
- Frankfurt Airport
- Taxistraße
- Querspange Kelsterbach B43 A3 mod Frankfurt am Main
- Mörfelder Str.

|-
||
|Tunnel Landebahn Northwest
- Okrifteler Str. 93

|-
||
|Tunnel Landebahn Northwest
- Alte Heegwaldschneise
- Parkplatz Südbahn

|-
||
|Tunnel Startbahn West
- Frankfurt Airport Süd